# Formule 3000
Formule 3000 byl druh automobilových závodů formulového typu.
Mezinárodní automobilová federace vytvořila pro rok 1985 novou formulovou disciplínu, která se měla stát finálním krokem k přípravě jezdců pro Formuli 1. Formule 2, která tuto funkci plnila v předešlých letech se stala příliš drahou a začali ji ovládat velcí výrobci. Formule 3000 měla nabídnout rychlejší a hlavně levnější variantu závodění. Poslední ročník Formule 3000 se uskutečnil v roce 2004, od roku 2005 se jezdil seriál GP2, který byl v roce 2017 nahrazen obnovenou Formulí 2.

## Motory
Formule 3000, nahrazující Formuli 2, byla pojmenována takto, protože motory používané v počáteční fázi byly 3 litrové (3000 cc) Cosworth DFV. Pravidla povolovala 8 válcové motory do V s úhlem rozevření 90°.

## Monoposty
První koncepce vozů March a Ralt vycházely z existujících vozů Formule 2, zatímco vozy Lola byly velmi podobné vozům Indy car. Několik menších týmu se pokusilo nasadit zastaralé vozy Formule 1, ale ani to nepřineslo mnoho úspěchu. V prvních letech to byla především značka March, která udávala tón za asistence značky Ralt. Ke zlomu došlo v roce 1988, kdy do série vstoupil Reynard se zcela novou koncepcí závodních vozů. Dále se tu prosadily i značky jako je Dallara, Lola či Footwork.

## Vítězové
- 1985 Christian Danner
- 1986 Ivan Capelli
- 1987 Stefano Modena
- 1988 Roberto Moreno
- 1989 Jean Alesi
- 1990 Erik Comas
- 1991 Christian Fittipaldi
- 1992 Luca Badoer
- 1993 Olivier Panis
- 1994 Jean-Christophe Boullion
- 1995 Vincenzo Sospiri
- 1996 Jorg Müller
- 1997 Ricardo Zonta
- 1998 Juan Pablo Montoya
- 1999 Nick Heidfeld
- 2000 Bruno Junqueira
- 2001 Justin Wilson
- 2002 Sebastien Bourdais
- 2003 Björn Wirdheim
- 2004 Vitantonio Liuzzi

## Evropská série F 3000
- 2001 Felipe Massa
- 2002 Jaime Melo Jr.
- 2003 Augusto Farfus Jr.
- 2004 Nicky Pastorelli
- 2006

## Italská série F 3000
- 1999 Giorgio Vinella
- 2000 Ricardo Sperafico
- 2005 Luca Filippi
- 2006

## Formule 3000 Masters
- 2006

## Formule 3000 ProSeries
- 2005 Max Busnelli

## Britská série F 3000
- 1989 Gary Brabham
- 1990 Pedro Chaves
- 1991 Paul Warwick
- 1997 Dino Morelli

## Mexická série F 3000
- 1996 Jaime Cordero
- 1997 Jimmy Morales